# پالاکه

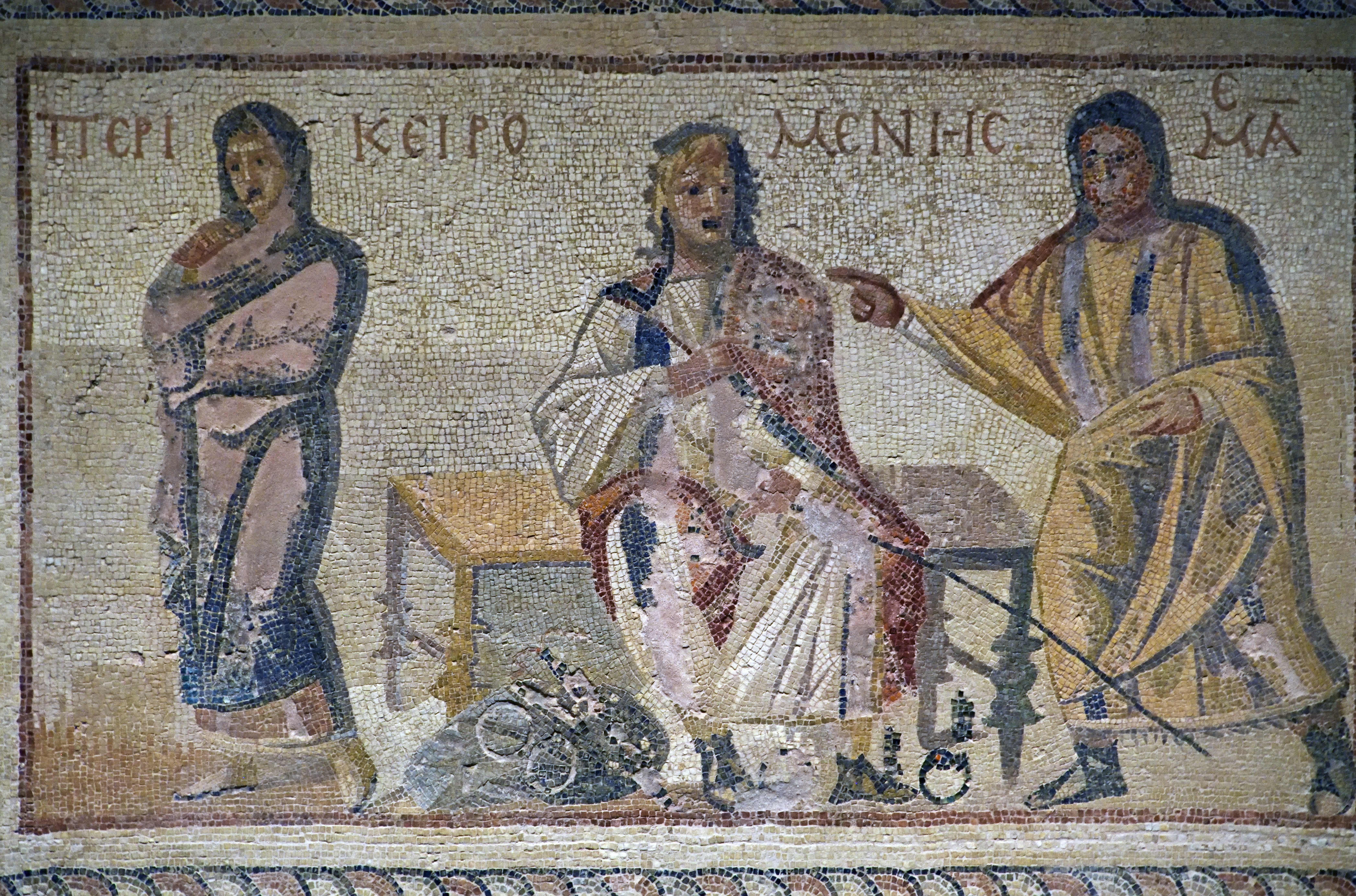
موزاییکی از انطاکیه که صحنه ای از نمایشنامه Perikeiromene را به تصویر می‌کشد. زن سمت چپ به نام گلیکرا، پالاکهٔ مرد در وسط، پولمون شناخته می‌شود. مرد سمت راست یک برده خانگی است، سوسیاس.

پالاکائه یا پالاکای (یونانی باستان: παλλακαί ; مفرد پالاکه (παλλακή)) نام عمومی معادل صیغه در یونان باستان بود.

## وجه تسمیه
کلمه pallake به معنای «صیغه» ریشه‌شناسی نامشخصی دارد. شاید منشأ پیشایونانی داشته و مرتبط با واژهٔ paelex در لاتین به چم «معشوقه» باشد، که همچنین واژه ای قرضی از یک زبان مدیترانه ای غیر هند و اروپایی است.

## جستار وابسته
- اروس (مفهوم)